# Grand Prix Formule 1 van Groot-Brittannië 2004
De Grand Prix Formule 1 van Groot-Brittannië 2004 werd gehouden op 11 juli 2004 op het circuit van Silverstone.

## Uitslag
| Positie | Nummer | Rijder               | Team               | Ronden | Tijd/Opgave | Startplaats | Punten |
| ------- | ------ | -------------------- | ------------------ | ------ | ----------- | ----------- | ------ |
| 1       | 1      | Michael Schumacher   | Scuderia Ferrari   | 60     | 1:24:42.700 | 4           | 10     |
| 2       | 6      | Kimi Räikkönen       | McLaren - Mercedes | 60     | +2.130      | 1           | 8      |
| 3       | 2      | Rubens Barrichello   | Scuderia Ferrari   | 60     | +3.114      | 2           | 6      |
| 4       | 9      | Jenson Button        | BAR-Honda          | 60     | +10.683     | 3           | 5      |
| 5       | 3      | Juan Pablo Montoya   | Williams-BMW       | 60     | +12.173     | 7           | 4      |
| 6       | 11     | Giancarlo Fisichella | Sauber - Petronas  | 60     | +12.888     | 20          | 3      |
| 7       | 5      | David Coulthard      | McLaren - Mercedes | 60     | +19.668     | 6           | 2      |
| 8       | 14     | Mark Webber          | Jaguar Racing      | 60     | +23.701     | 9           | 1      |
| 9       | 12     | Felipe Massa         | Sauber - Petronas  | 60     | +24.023     | 10          |        |
| 10      | 8      | Fernando Alonso      | Renault            | 60     | +24.835     | 16          |        |
| 11      | 10     | Takuma Sato          | BAR-Honda          | 60     | +33.736     | 8           |        |
| 12      | 4      | Marc Gené            | Williams-BMW       | 60     | +34.303     | 11          |        |
| 13      | 16     | Cristiano da Matta   | Toyota             | 59     | +1 Ronde    | 12          |        |
| 14      | 15     | Christian Klien      | Jaguar Racing      | 59     | +1 Ronde    | 13          |        |
| 15      | 18     | Nick Heidfeld        | Jordan-Ford        | 59     | +1 Ronde    | 15          |        |
| 16      | 20     | Gianmaria Bruni      | Minardi - Cosworth | 56     | +4 Rondes   | 18          |        |
| Ret     | 19     | Giorgio Pantano      | Jordan-Ford        | 47     | Gespind     | 14          |        |
| Ret     | 7      | Jarno Trulli         | Renault            | 39     | Ongeluk     | 5           |        |
| Ret     | 21     | Zsolt Baumgartner    | Minardi - Cosworth | 29     | Motor       | 19          |        |
| Ret     | 17     | Olivier Panis        | Toyota             | 16     | Ongeluk     | 17          |        |

## Wetenswaardigheden
- Laatste race: Marc Gené. Van de Duitse tot en met de Italiaanse Grand Prix werd hij vervangen door Antônio Pizzonia.
- Eerste podium van 2004: McLaren.
- Rondeleiders: Kimi Räikkönen 11 (1-11) en Michael Schumacher 49 (12-60).
- Jarno Trulli had een dramatisch einde voor zijn race. Hij verloor de controle over zijn Renault toen hij door de hogesnelheidsbocht Bridge Corner reed en raakte de bandenstapel. De auto rolde door het gravel en stopte net na de bocht Priory. Jarno was niet gewond, hoewel hij zei dat hij "een beetje gekker, misschien" was.
- Minardi verwijderde alle sponsorlogo's om de dood te betreuren van de teammanager, John Walton die op 9 juli overleed, direct voor het raceweekend. Echter verloor het team na de race hun Nederlandse sponsor Wilux, voornamelijk omdat de logo's waren verwijderd zonder goedkeuring van de sponsor.[1]

## Statistieken
| Snelste ronde | Michael Schumacher | Scuderia Ferrari | 1:18.739 |